# Поцелуй меня, Кэт (фильм)
«Поцелуй меня, Кэт» (англ. Kiss Me Kate) — фильм-мюзикл режиссёра Джорджа Сидни, снятый в США в 1953 году на основе одноименной бродвейской постановки. Композитор Коул Портер в соавторстве с Солом Чаплином (текст) и Андре Превином (оркестровка), все трое были номинированы на премию Оскар. Сюжет основан на пьесе Уильяма Шекспира «Укрощение строптивой». Хореограф большинства танцевальных номеров Гермес Пан. Сценарий Дороти Кингсли номинирован на премию Гильдии сценаристов США.
История актёров современного музыкального театра Фреда Грэма (Ховард Кил) и Лилли Ванесси (Кэтрин Грэйсон), которые ранее состояли в браке, а теперь должны играть в новом спектакле роли Петруччо и Кэт.
Фильм был снят в формате 3D с использованием самых передовых технологий, доступных на тот момент. Приверженцы стереоскопического 3D обычно называют этот фильм одним из лучших примеров голливудского релиза в поляризованном 3D

## Сюжет
Фред Грэм и Лилли Ванесси, разведенная пара, встречаются в квартире Фреда, чтобы послушать мелодии композитора Коула Портера к мюзиклу «Поцелуй меня, Кэт», новой версии «Укрощения строптивой». Лоис Лейн приезжает на прослушивание на роль Бьянки (номер «Чертовски жарко»). Заметно, что Лоис нередко бывала в этой квартире, и она уже имеет определённые отношения с Фредом. Лилли отказывается исполнять главную роль Кэт вместе с Фредом в роли Петруччо, поскольку она выходит замуж за Текса, богатого владельца ранчо из Техаса. Коул и Фред откровенно манипулируют ею, наперебой предлагая главную роль Лоис. Лилли в негодовании меняет точку зрения. Репетиции начинаются.
Несмотря на ухаживания Фреда, Лоис увлечена Биллом Кэлхауном, который играет в спектакле Люченцио. В жизни он крайне азартен, в результате чего задолжал местному гангстеру 2000 долларов. Кэлхаун написал бандиту долговую расписку, но от имени Фреда. Лоис осуждает жениха за образ жизни «плохого парня» (номер «Почему ты не можешь хорошо себя вести?»).
После препираний во время репетиции Фред и Лилли вспоминают в её гримерке более счастливые времена. Следует номер «Wunderbar» (Чудесно!).
Перед премьерой Фред посылает Лоис цветы и записку, но посыльный по ошибке передает их Лилли. Та поражена этим романтическим жестом и, в волнении, даже не читает записку.
Фред, Лилли, Лоис и Билл исполняют вступительный номер «We Open In Venice» (Мы открываемся в Венеции). В пьесе Бьянка, младшая дочь Баптисты, желает выйти замуж, но её отец не позволяет этого, пока не выйдет замуж его старшая дочь Кэт. В поисках богатой невесты в Падую прибывает Петруччо. Следует номер «I’ve Come to Wive It Wealthily in Padua» (Я приехал, чтобы удачно жениться), и когда он узнаёт о Кэт, то решает добиться её. Кэт ненавистна идея замужества (номер «Я ненавижу мужчин»). Когда Петруччо поет серенаду Кэт («У тебя было такое особенное лицо»), Лилли читает записку из букета. Она видит, что та адресована Лоис, и нападает на Фреда-Петруччо прямо на сцене. Фред в ответ шлёпает Лилли-Кэт. Занавес опускается, первый акт завершён. За кулисами Лилли звонит своему жениху Тексу, чтобы тот приехал и немедленно забрал её.
Липпи (Кинан Уинн) и Слизень (Джеймс Уитмор), пара головорезов, прибывают, чтобы забрать деньги у Фреда. Тот просит их не дать Лилли покинуть шоу, чтобы оно состоялось, и деньги были возвращены. Лоис узнала, что Фред взял на себя долг Билла, и приходит поблагодарить его, но каждый раз, когда она начинает говорить, Фред целует её, чтобы не дать Липпи и Слизню узнать о его обмане. Входят Лилли и Билл и, увидев целующуюся пару, приходят в ярость.
Чтобы не дать Лилли уйти, на сцене появляются Слизень и Липпи в костюмах слуг Петруччо. Они не обладают актёрскими способностями, но всё же умудряются веселить публику. Петруччо приступает к «укрощению строптивой», при этом всё-таки вспоминая дни холостой жизни (номер «Где та жизнь, которую я вёл раньше?»). Во время антракта прибывает Текс, чтобы забрать Лилли из театра. Там он встречает Лоис, она ведет себя так, как будто они хорошо знакомы. Билл возмущен кокетливым поведением Лоис. Она признает, что, хотя она и любит Билла, но не может сопротивляться ухаживаниям других мужчин («Всегда верна тебе, по-своему»).
Слизняк и Липпи узнают, что их босс был убит, поэтому далее требовать долг не имеет смысла. Лилли теперь ничто не мешает уйти в середине спектакля. Фред говорит ей, что она принадлежит только театру и раскрывает свои истинные чувства к ней. Она уходит, оставив удрученного Фреда, которого подбадривают Слизень и Липпи (номер «Вспомни Шекспира»). В спектакле Бьянка выходит замуж за Люченцио. В финале шоу временно останавливается, когда пропадает дублёрша Лилли. Внезапно сама Лилли снова появляется на сцене, произнося речь Кэт о том, как женщины должны подчиняться своим мужьям (номер «Мне стыдно, что женщины такие простые»). Фред растерян, но пьеса достигает своего триумфального финала (номер «Поцелуй меня, Кейт»), где Фред и Лилли снова вместе как настоящая пара.

## В ролях
- Ховард Кил — Фред Грэм, актёр / Петруччо
- Кэтрин Грэйсон — Лилли Ванесси, актриса / Кэт
- Энн Миллер — Лоис Лейн, актриса / Бьянка
- Томми Ролл — Билл Кэлхаун, актёр / Люченцио
- Кинан Уинн — Липпи, гангстер
- Джеймс Уитмор — Слизень, гангстер
- Уиллард Паркер — Текс Кэлловэй, жених Ванесси
- Боб Фосси — актёр труппы / Гортензио, отвергнутый жених Бьянки[4]
- Курт Казнар — актёр труппы / Баптиста, дворянин из Падуи

## Критика
Фильм получил в основном положительные отзывы. Босли Кроутер из «Нью-Йорк Таймс» назвал «Поцелуй меня, Кейт» «одним из самых великолепных музыкальных фильмов года… прекрасно поставленным, ловко сыгранным и действительно великолепно спетым романом, лучше, если можно так выразиться, чем та же самая постановка на сцене». Еженедельник Variety дал также положительный отзыв: «Репутация Metro, как производителя музыкальных картин высочайшего уровня, ещё больше укрепилась благодаря фильму „Поцелуй меня, Кэт“. Это шекспировское „Укрощение строптивой“, выполненное в высшей степени удовлетворительно благодаря сотрудничеству превосходных талантов в области песни, танца и комедии».
Издание The New Yorker высказалось более скептически, написав, что в фильме «действительно есть несколько интересных мелодий, но оригинальный сюжет был настолько тщательно отмыт, что от комедии (Шекспира), которая строилась на довольно непристойных ситуациях, осталось немного. Кэтрин Грэйсон и Ховарду Килу, как ссорящейся театральной паре, часто просто не хватает мастерства». Ричарду Л. Коу из The Washington Post также не понравились изменения, внесенные в сценическую версию.